# 中国文化大学
私立中国文化大学（しりつちゅうごくぶんかだいがく、Chinese Culture University）は、台湾台北市にある総合大学。大学の略称は文大。現在は12学院65学系を擁している。
当初は遠東大学と命名される予定であったが、蔣介石元総統からの提案で現在の校名が決定された。

## 歴史
| 年     | 月日     | 事項                                                                                     |
| ------ | -------- | ---------------------------------------------------------------------------------------- |
| 1962年 | 夏       | 「中国文化研究所」として生徒募集を開始                                                   |
| 1962年 | 11月24日 | 開校式典                                                                                 |
| 1963年 | 11月11日 | 「中国文化学院」が開校                                                                   |
| 1964年 | 9月      | 三民主義学科、事業計画学科、史学科、地理学科、哲学科、経済学科、政治学科、法律学科を新設 |
| 1967年 | -        | 文学科、家政学科、芸術学科を新設                                                         |
| 1980年 | -        | 「中国文化大学」に昇格                                                                   |

## 組織
| | |
| - 文学部 - 哲学科 - 哲学研究科 - 中国文学研究 - 中国文学学科中国文学組 - 中国文学学科文芸組 - 歴史学科 - 歴史研究科 - 外国語文学部 - 日本語文学科 - 日本語文学研究科 - 韓国語文学科 - 韓国語文学研究科 - ロシア語文学科 - ロシア語文研究科 - 英文学科 - 英文学研究科 - フランス語文学科 - フランス語文学研究科 - ドイツ語文学科 - ドイツ語文学研究科 - 英語ランゲージセンター - 理学部 - 応用数学科 - 物理学科 - 化学科 - 地理学科 - 大気科学科 - 地質学科 - 生命科学科 - 応用化学研究科 - 地学研究科 - 法学部 - 法律学科 - 法律学研究科 - 社会科学部 - 政治学科 - 経済学科 - 労働及び人力資源学科 - 社会福祉学科 - 行政管理学科 - 政治学研究科 - 経済学研究科 - 労働学研究科 - 社会福祉研究科 - 中山学術研究科 - 中国大陸研究科 - アメリカ研究科 - 農学部 - 園芸学科 - 動物科学学科 - 森林及び自然保護学科 - 土地資源学科 - 生活応用科学科 - 食品栄養学系 - バイオテクノロジー研究科 - 工学部 - 化学工学科 - 電機工学科 - 機械工学科 - 紡織工学科 - 情報科学科 - 材料科学及びナノテクノロジー研究科 | - 商学院 - 国際貿易学科 - 企業管理学科 - 会計学科 - 観光事業学科 - 情報管理学科 - 財務金融学科 - 国際企業管理研究所 - 観光事業研究所 - 新聞コミュニケーション学部 - 新聞学科 - 広告学科 - 情報コミュニケーション学科 - 大衆コミュニケーション学系 - 新聞研究科 - 情報研究科 - 芸術学部 - 美術学科 - 西洋音楽学科 - 中国音楽学科 - 戲劇学科 - 中国演劇学科 - 舞踏学科 - 芸術研究科 - 舞踏研究科 - 環境デザイン学部 - 市政環境計画学科 - 建築都市計画学科 - 景観学科 - 建築都市計画研究科 - 教育学部 - 教育学科 - 体育学科 - 国術学科 - 心理カウンセリング学科 - 運動教練研究科 - 教職養成センター - 社会教育部 - 企業管理学科 - 会計学科 - 情報管理学科 - 国際貿易学科 - 保険学科 - 広告学科 - 英文学科 - 財務金融学科 - 中国文学研究科 - 政治学研究科 - 生活応用科学研究科 - 新聞研究科 - 建築都市計画研究科 - 芸術研究科 - 情報管理研究科 - 国際企業管理研究科 - 観光レジャー事業管理研究科 - 青少年児童福利研究科 - 法律研究科 |

## 主な出身者
政治
- 焦仁和（前僑務委員会委員長）
- 李復甸（監察院委員）
- 江義雄（立法院委員）
- 洪秀柱（元立法院委員）
- 陳景峻（元立法院委員）
- 彭百顯（元南投県長）
- 周荃（元立法院委員 新党 (台湾)創党人）

マスコミ
- 李濤（TVBS『2100全民開講』司会者）
- 陳雅琳（三立新聞台総編集長）
- 王偉忠（新聞系畢業，著名節目製作人）
- 陳剛信（現任民視社長）
- 丘岳（現任台視副社長）
- 范可欽（広告プロデューサー）

芸能
- 任賢齊（リッチー・レン）（歌手）
- 林麗珍（台湾現代舞団無垢舞踏劇場創辦人）
- 蔡明亮（監督）
- 高凌風（歌手）
- 炎亞綸（アイドルグループ・飛輪海メンバー）
- 陳建州（司会者）

スポーツ
- 楊勝發（ソフトテニス）アジア競技大会二連覇（2006,2010）
- 謝順風（ソフトテニス）1999世界チャンピオン
- 林志傑（バスケットボール選手）
- 銭薇娟（バスケットボール選手）
- 鄭凱文（野球選手）
- 陽耀勲（野球選手）
- 王溢正（野球選手）
- 王柏融（野球選手）
- 孫易磊（野球選手）

芸術
- 幾米（ジミー・リャオ）（絵本作家、美術家）

## 主な教員
- 洪致文 - 気象学者・地理学者・鉄道研究家、作家。

## 校歌
華岡講学、承中原之道統 陽明風光 接革命之心伝
博学 審問 慎思 明弁 必有真知 方能力行
己所不欲 勿施於人 有所不得 反求諸己
為天地立心 為生民立命 為往聖継絶学 為万世開太平
振衣千刃岡 濯足万里流